# ضوء دامس (فلم)
ضوء دامس هو فيلم روائي إماراتي من تأليف محمد عبد الله الحمادي، ومن إخراج ياسر الياسري، عرض في مهرجان أبوظبي السينمائي ومهرجان ترابيكا نيويورك ومهرجان الخليج السينمائي. كما أنه حصد الجائزة الكبرى في أبوظبي السينمائي
تم إنتاج الفيلم بدعم من المختبر الإبداعي التابع (twofour54) الشركة التابعة لهيئة المنطقة الإعلامية في أبوظبي، وترشح لجائزة أفضل فيلم روائي قصير، من بين أكثر من 2800 فيلم في مهرجان ترابيكا نيويورك.

## القصة
رحلة صديقين من قريتهما البسيطة إلى المدينة. حيث يقضيان معظم الرحلة مستلقين على سطح الحافلة التي تقلهما.. وخلال الرحلة سيقومان باسترجاع بعض الذكريات والقصص وسيكتشفون عوالم جديدة وشخصيات غريبة من خلال محطات مختلفة يمر بها الباص. إبراهيم ( 17 سنة) وحسن ( 18 سنة)، صديقان بأهداف مختلفة من هذه الرحلة، فالرحلة بالنسبة لابراهيم هي رحلة الحلم والهروب، اما بالنسة لحسن فهي رحلة يكفر بها عن خطيئته.

## شارك في الفيلم
| 1. جاسم الخراز: إبراهيم 2. هدى الخطيب: العرافة 3. أبرار الحمد: حسن 4. منصور الفيلي: سائق الباص - ضوء دامس على موقع IMDb (الإنجليزية) - ضوء دامس على موقع قاعدة بيانات الأفلام العربية - ضوء دامس على موقع أول موفي (الإنجليزية) - ضوء دامس على موقع قاعدة بيانات الفيلم (الإنجليزية) - ضوء دامس على موقع ليتربوكسد (الإنجليزية) 1. 2. 3. 4. |                                                                              |
| أيقونة بذرة | هذه بذرة مقالة عن موضوع عن فيلم إماراتي بحاجة للتوسيع. فضلًا شارك في تحريرها. |